# Light of Altair
Light of Altair (укр. Світло Альтаїра) — це комп'ютерна гра в жанрі космічна стратегія, розроблена і випущена студією SaintXi, яка заснована в Лондоні.

## Сюжет
Перед кампанією нам розповідається про події в минулому. Всі країни на Землі об'єднались за збігом різних обставин після глобальної війни, і світова влада доручила вам організувати перші поселення людей поза Землею. Але скоро поступають тривожні вісті з Землі, і гравець дізнається що об'єднання всіх націй пройшло не дуже гладко, і пізніше в грі з'являються інші фракції, з якими прийдеться боротись і поза Сонячною системою.

## Ігровий процес
Геймплей нагадує Outpost Kaloki X. В цій грі потрібно виступити губернатором колоній та фактично взяти на себе управління розбудовою та флотом. В грі відсутній нескінчений режим та присутня тільки сюжетна кампанія. Вам потрібно виконувати місії, а для цього забезпечити благополуччя колонійю. Геймплей полягає в розміщенні колоній і структур на планетах та балансі мінералів і витрат бюджету. Присутня воєнний аспект, який полягає в війні з іншими фракціям. Всього в грі їх налічується вісім.

## Сприйняття
Light of Altair в цілому отримала змішані відгуки від оглядачів. Так, за даними аналітичного вебсайту «Metacritic» відеогра в середньому отримала 66 балів зі 100 можливих на основі 5 оглядах.